# Arnaldo Francisco Penna
Arnaldo Francisco Penna é um professor, jurista e  político brasileiro do estado de Minas Gerais.
```
É formado em Direito pela Fac. de Direito da Universidade Federal de Juiz de Fora, em dez.1965.
Foi Presidente do DCE da UFJF 1963/1964.
Professor da Esc. Estadual Narciso de Queirós de C. Lafaiete  de 1966/2003
Professor da Faculdade de Direito de C. Lafaiete 1970/2009
Professor Assistente concursado de Direito Civil da Fac. Direito da UFJF em 1973
Prefeito de Conselheiro Lafaiete 1989/1992
Dep. Estadual 1995/1999 (suplente, efetivado em 1997)
Consultor da Assembléia Legislativa de Minas Gerais (concurso) 2005/2011
```

Arnaldo Penna foi deputado estadual de Minas Gerais durante a 13ª legislatura (1995 - 1999), como suplente de alguns deputados afastados.